# Hans Beckmann (Politiker)

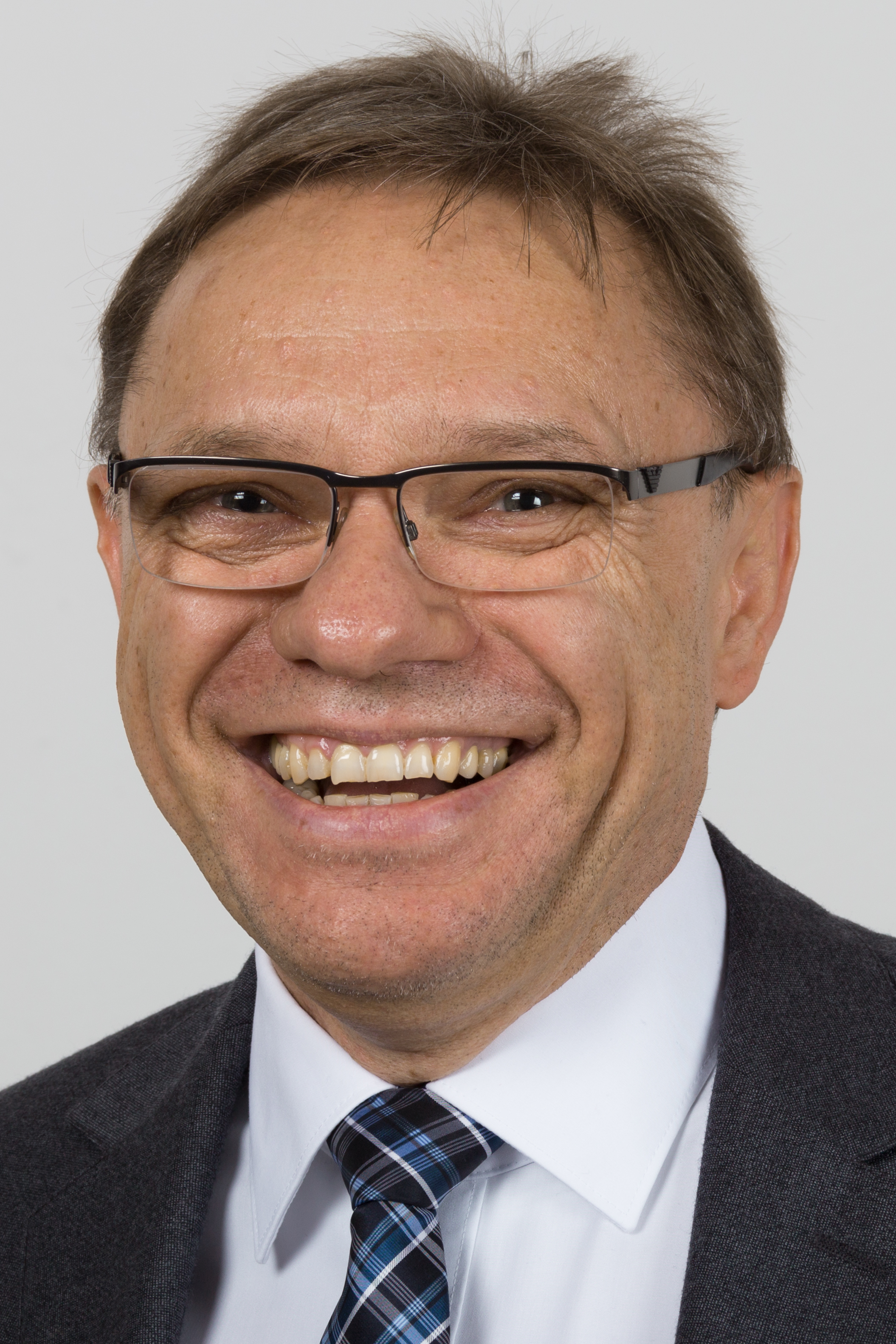
Hans Beckmann (2016)

Hans Beckmann (* 20. Januar 1959 in Althornbach) ist ein ehemaliger deutscher Bildungspolitiker und politischer Beamter (SPD). Zuletzt hatte er von 2012 bis 2021 das Amt eines Staatssekretärs für den Geschäftsbereich Bildung bei der rheinland-pfälzischen Landesregierung inne.

## Leben und Beruf
Nach dem im Jahr 1978 am Helmholtz-Gymnasium Zweibrücken abgelegten Abitur studierte Beckmann Anglistik und Politikwissenschaft für das Lehramt an Gymnasien an der Johannes Gutenberg-Universität Mainz. Sein Referendariat absolvierte er ab 1986 am Studienseminar für berufsbildende Schulen in Speyer und an der Berufsbildenden Schule Wirtschaft II in Ludwigshafen am Rhein.
Hans Beckmann wurde im Jahr 1988 als Lehrer an der Integrierten Gesamtschule Ernst Bloch im Ludwigshafener Stadtteil Oggersheim und 1990 am Gymnasium im Paul-von-Denis-Schulzentrum in Schifferstadt eingesetzt, wechselte 1992  zur Schulaufsicht nach Neustadt an der Weinstraße, wo er 1995 Referent für Gymnasien und Integrierte Gesamtschulen wurde. 2005 übernahm er die Leitung der Außenstelle Schulaufsicht der Aufsichts- und Dienstleistungsdirektion.
Im Februar 2011 wechselte er ins rheinland-pfälzische Ministerium für Bildung, Wissenschaft, Jugend und Kultur. Dort war Beckmann Leiter der Abteilung für Grund-, Haupt-, Realschulen, Realschulen plus, Gesamt-, Förder-, Ganztagsschulen, schulische Qualitätsentwicklung, Pädagogisches Landesinstitut, Medienpädagogik sowie für die Agentur für Qualitätssicherung, Evaluation und Selbstständigkeit von Schulen (AQS).
Hans Beckmann ist verheiratet und Vater von zwei Kindern.

## Öffentliche Ämter
Am 27. März 2012 wurde Beckmann als neuer für den Geschäftsbereich Bildung zuständiger Staatssekretär im von Ministerin Doris Ahnen (SPD) geführten Ministerium für Bildung, Wissenschaft, Weiterbildung und Kultur vorgestellt und am 17. April 2012 von Ministerpräsident Kurt Beck (SPD) ernannt. Er behielt sein Amt auch ab November 2014 unter der neuen Ministerin Vera Reiß (SPD). Im Zuge der Regierungsneubildung nach der rheinland-pfälzischen Landtagswahl 2016 wurde das Bildungsressort in das Ministerium für Bildung (Ministerin Stefanie Hubig, SPD) und das Ministerium für Wissenschaft, Weiterbildung und Kultur (Minister Konrad Wolf, parteilos) aufgeteilt. Vom 18. Mai 2016 bis zum 17. Mai 2021 amtierte Beckmann als Staatssekretär im neu abgegrenzten Ministerium für Bildung des Landes Rheinland-Pfalz. Mit Ablauf der Legislatur ist Hans Beckmann in den Ruhestand eingetreten. Im März 2022 übernahm er als Staatssekretär a. D. den Vorsitz der Task Force der Kultusministerkonferenz, die sich um die Koordinierung und Hilfe für geflüchtete Lehrkräfte sowie Schüler aus der Ukraine kümmert. Ebenso übernahm Beckmann die Leitung der Arbeitsgemeinschaft Ukraine für das rheinland-pfälzische Bildungsministerium.

## Ehrenämter und Mitgliedschaften
Hans Beckmann ist seit 1975 Mitglied der Sozialdemokratischen Partei Deutschlands (SPD). Er war Mitglied im Ortsbeirat Erfenbach der Stadt Kaiserslautern und des Gemeinderates der Gemeinde Althornbach (Verbandsgemeinde Zweibrücken-Land). In den Jahren 2001 bis 2012 war Beckmann Vorsitzender des Pädagogischen Beirates der Kreissparkasse Kaiserslautern. Als Mitglied der Landessynode der evangelischen Kirche der Pfalz engagierte er sich von 2009 bis 2015 im Ausschuss für Jugend, Schule und Bildung.